# Комкай
Комка́й (рос. Комкай) — село у складі Олов'яннинського району Забайкальського краю, Росія. Входить до складу Улятуйського сільського поселення.
Стара назва — Камкай.

## Населення
Населення — 129 осіб (2010; 162 у 2002).
Національний склад (станом на 2002 рік):
- росіяни — 100 %